# Fontaine-l'Étalon
Fontaine-l'Étalon és un municipi francès situat al departament del Pas de Calais i a la regió dels Alts de França. L'any 2007 tenia 123 habitants.

## Demografia

### Població
El 2007 la població de fet de Fontaine-l'Étalon era de 123 persones. Hi havia 48 famílies de les quals 8 eren unipersonals (4 homes vivint sols i 4 dones vivint soles), 20 parelles sense fills i 20 parelles amb fills.
La població ha evolucionat segons el següent gràfic:
Habitants censats

### Habitatges
El 2007 hi havia 68 habitatges, 50 eren l'habitatge principal de la família, 15 eren segones residències i 2 estaven desocupats. Tots els 68 habitatges eren cases. Dels 50 habitatges principals, 41 estaven ocupats pels seus propietaris, 5 estaven llogats i ocupats pels llogaters i 4 estaven cedits a títol gratuït; 1 tenia dues cambres, 5 en tenien tres, 14 en tenien quatre i 30 en tenien cinc o més. 44 habitatges disposaven pel capbaix d'una plaça de pàrquing. A 27 habitatges hi havia un automòbil i a 15 n'hi havia dos o més.

### Piràmide de població
La piràmide de població per edats i sexe el 2009 era:
| Homes | Edats   | Dones |
| ----- | ------- | ----- |
| 0     | 95 o +  | 0     |
| 0     | 90 a 94 | 0     |
| 0     | 85 a 89 | 4     |
| 0     | 80 a 84 | 4     |
| 8     | 75 a 79 | 4     |
| 8     | 70 a 74 | 8     |
| 0     | 65 a 69 | 8     |
| 0     | 60 a 64 | 0     |
| 4     | 55 a 59 | 0     |
| 4     | 50 a 54 | 4     |
| 4     | 45 a 49 | 0     |
| 0     | 40 a 44 | 4     |
| 12    | 35 a 39 | 4     |
| 0     | 30 a 34 | 4     |
| 4     | 25 a 29 | 8     |
| 4     | 20 a 24 | 0     |
| 0     | 15 a 19 | 0     |
| 8     | 10 a 14 | 4     |
| 0     | 5 a 9   | 4     |
| 0     | 0 a 4   | 0     |

## Economia
El 2007 la població en edat de treballar era de 68 persones, 43 eren actives i 25 eren inactives. De les 43 persones actives 39 estaven ocupades (26 homes i 13 dones) i 4 estaven aturades (1 home i 3 dones). De les 25 persones inactives 3 estaven jubilades, 7 estaven estudiant i 15 estaven classificades com a «altres inactius».

### Ingressos
El 2009 a Fontaine-l'Étalon hi havia 48 unitats fiscals que integraven 117 persones, la mediana anual d'ingressos fiscals per persona era de 12.359 €.

### Activitats econòmiques
L'únic establiment que hi havia el 2007 era d'una empresa d'hostatgeria i restauració.
L'any 2000 a Fontaine-l'Étalon hi havia 7 explotacions agrícoles.

## Poblacions més properes
El següent diagrama mostra les poblacions més properes.